# Chloe Collins
Chloe Nicole Collins (Savannah, 15 gennaio 1995) è una pallavolista statunitense, di ruolo palleggiatrice.

## Biografia
Figlia di Eugene Collins III e Carolynn Givens, nasce a Savannah, in Georgia. Ha un fratello di Gino che giocava a football americano alla Houston. Nel 2013 si diploma alla Cypress Woods High School. In seguito studia alla Texas.

## Carriera
La carriera di Chloe Collins nei tornei scolastici del Texas con la Cypress Woods HS. Dopo il diploma gioca a livello universitario nella NCAA Division I con la Texas dal 2013 al 2016: raggiunge ogni anno la Final 4, uscendo nei primi due anni di scena alle semifinali e durante gli ultimi due perdendo in finale, ottenendo comunque alcuni riconoscimenti individuali.
Nel gennaio 2017 firma il suo primo contratto professionistico in Spagna, con lo JAV Olímpico, club impegnato nella Superliga Femenina de Voleibol col quale scende in campo nella seconda parte della stagione 2016-17. Si trasferisce poi nella Lentopallon Mestaruusliiga finlandese per la stagione seguente, vincendo la Coppa di Finlandia e lo scudetto con l'HPK Naiset.

## Palmares

### Club
- Campionato finlandese: 1

2017-18
- Coppa di Finlandia: 1

2017

### Premi individuali
- 2015 - All-America Third Team
- 2016 - All-America Second Team
- 2016 - NCAA Division I: Austin Regional All-Tournament Team